# 古典ボックス
『古典ボックス』（こてんボックス）は、NHK教育テレビジョンで1995年4月10日から1997年3月14日まで放送されていた中学生・高校生向けの学校放送（教科：国語）である。

## 概要
番組は娘が父に言葉に関する質問を行い、一つの作品を一週間かけて取り上げていた。

## 放送時間
| 期間                          | 放送時間                      |
| ----------------------------- | ----------------------------- |
| 1995年4月10日 - 1997年3月14日 | 月曜日 - 金曜日 12:15 - 12:20 |

## 出演者
- 土屋博映(学習院女子短期大学講師)[3]
  - 父役[3]
- 福岡由紀子(劇団昴研究生)[3]
  - 娘役[3]

## 放送リスト
| テーマ       | タイトル       | 初回放送日     |
| ------------ | -------------- | -------------- |
| 竹取物語     | うつくし       | 1995年04月10日 |
| 竹取物語     | あそぶ         | 1995年04月11日 |
| 竹取物語     | いたづら       | 1995年04月12日 |
| 竹取物語     | ののしる       | 1995年04月13日 |
| 竹取物語     | やがて         | 1995年04月14日 |
| 伊勢物語     | ながむ         | 1995年04月24日 |
| 伊勢物語     | あさまし       | 1995年04月25日 |
| 伊勢物語     | おほやけ       | 1995年04月26日 |
| 伊勢物語     | ただ           | 1995年04月27日 |
| 伊勢物語     | かなし         | 1995年04月28日 |
| 土佐日記     | さすがに       | 1995年05月15日 |
| 土佐日記     | こころざし     | 1995年05月16日 |
| 土佐日記     | いつしか       | 1995年05月17日 |
| 土佐日記     | かたし         | 1995年05月18日 |
| 土佐日記     | さはる         | 1995年05月19日 |
| 源氏物語     | なかなか       | 1995年05月29日 |
| 源氏物語     | あやし         | 1995年05月30日 |
| 源氏物語     | やつる         | 1995年05月31日 |
| 源氏物語     | ためらふ       | 1995年06月01日 |
| 源氏物語     | あはれ         | 1995年06月02日 |
| 枕草子       | すさまじ       | 1995年08月28日 |
| 枕草子       | あない         | 1995年08月29日 |
| 枕草子       | なまめかし     | 1995年08月30日 |
| 枕草子       | なつかし       | 1995年08月31日 |
| 枕草子       | をかし         | 1995年09月01日 |
| 方丈記       | ことわり       | 1995年09月18日 |
| 方丈記       | しるし         | 1995年09月19日 |
| 方丈記       | わぶ           | 1995年09月20日 |
| 方丈記       | あからさま     | 1995年09月21日 |
| 方丈記       | ふるさと       | 1995年09月22日 |
| 平家物語     | おくる         | 1995年10月02日 |
| 平家物語     | けしき         | 1995年10月03日 |
| 平家物語     | はかる         | 1995年10月04日 |
| 平家物語     | ありがたし     | 1995年10月05日 |
| 平家物語     | おこなふ       | 1995年10月06日 |
| 徒然草       | ふみ           | 1995年10月23日 |
| 徒然草       | うるさし       | 1995年10月24日 |
| 徒然草       | むつかし       | 1995年10月25日 |
| 徒然草       | さうざうし     | 1995年10月26日 |
| 徒然草       | まうく         | 1995年10月27日 |
| 宇治拾遺物語 | さて           | 1996年01月08日 |
| 宇治拾遺物語 | おどろく       | 1996年01月09日 |
| 宇治拾遺物語 | ねんず         | 1996年01月10日 |
| 宇治拾遺物語 | おとなし       | 1996年01月11日 |
| 宇治拾遺物語 | はづかし       | 1996年01月12日 |
| 和歌         | やさし         | 1996年01月22日 |
| 和歌         | ここら         | 1996年01月23日 |
| 和歌         | こころづくし   | 1996年01月24日 |
| 和歌         | こころ         | 1996年01月25日 |
| 和歌         | あくがる       | 1996年01月26日 |
| 大和物語     | かたち         | 1996年10月14日 |
| 大和物語     | こころもとなし | 1996年10月15日 |
| 大和物語     | すき           | 1996年10月16日 |
| 大和物語     | とぶらふ       | 1996年10月17日 |
| 大和物語     | はしたなし     | 1996年10月18日 |
| 堤中納言物語 | あたらし       | 1996年10月28日 |
| 堤中納言物語 | さらに         | 1996年10月29日 |
| 堤中納言物語 | たより         | 1996年10月30日 |
| 堤中納言物語 | つれなし       | 1996年10月31日 |
| 堤中納言物語 | とがむ         | 1996年11月01日 |
| 大鏡         | おのづから     | 1996年11月11日 |
| 大鏡         | かまふ         | 1996年11月12日 |
| 大鏡         | しな           | 1996年11月13日 |
| 大鏡         | はやく         | 1996年11月14日 |
| 大鏡         | めざまし       | 1996年11月15日 |
| 更級日記     | いそぐ         | 1996年11月25日 |
| 更級日記     | おこたる       | 1996年11月26日 |
| 更級日記     | おもしろし     | 1996年11月27日 |
| 更級日記     | つたなし       | 1996年11月28日 |
| 更級日記     | なぐさむ       | 1996年11月29日 |
| 今昔物語     | あるじ         | 1996年12月09日 |
| 今昔物語     | うとし         | 1996年12月10日 |
| 今昔物語     | したたむ       | 1996年12月11日 |
| 今昔物語     | ときめく       | 1996年12月12日 |
| 今昔物語     | めでたし       | 1996年12月13日 |